# Sorbus vexans
Sorbus vexans är en rosväxtart som beskrevs av Edmund Frederic Warburg. Sorbus vexans ingår i släktet oxlar, och familjen rosväxter. IUCN kategoriserar arten globalt som sårbar. Inga underarter finns listade i Catalogue of Life.